# Jaźwinki
Jaźwinki (biał. Язвінкі; ros. Язвинки) – wieś na Białorusi, w obwodzie brzeskim, w rejonie łuninieckim, w sielsowiecie Dworzec.
Znajduje się tu parafialna cerkiew prawosławna pw. Przemienienia Pańskiego z 1910 r.
W dwudziestoleciu międzywojennym wieś i kolonia Jaźwinki oraz folwark Jaźwinki (Futory Jaźwińskie) leżały w Polsce, w województwie poleskim, w powiecie łuninieckim, do 18 kwietnia 1928 w gminie Kożangródek, następnie w gminie Łuniniec. Po II wojnie światowej w granicach Związku Sowieckiego. Od 1991 w niepodległej Białorusi.